# Czyściec górski
Czyściec górski (Stachys alpina L.) – gatunek rośliny z rodziny jasnotowatych (Lamiaceae).

## Zasięg występowania
Europa zachodnia i środkowa; zawleczony do Wielkiej Brytanii. W Polsce roślina osiąga północną granicę zasięgu. Występuje w Karpatach oraz Sudetach sięgając piętra kosodrzewiny. Na niżu rzadka. 

## Morfologia

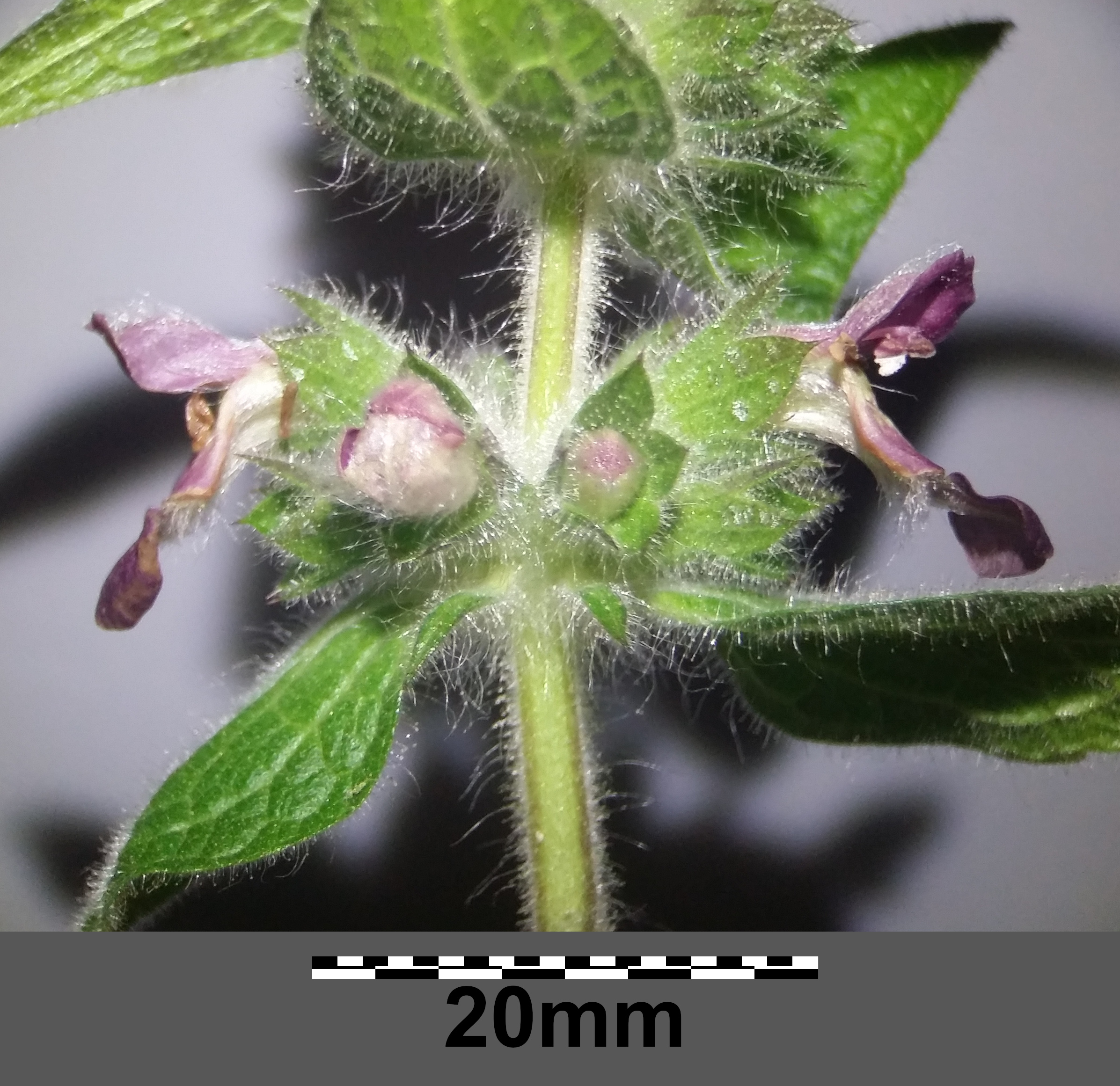
Kwiaty

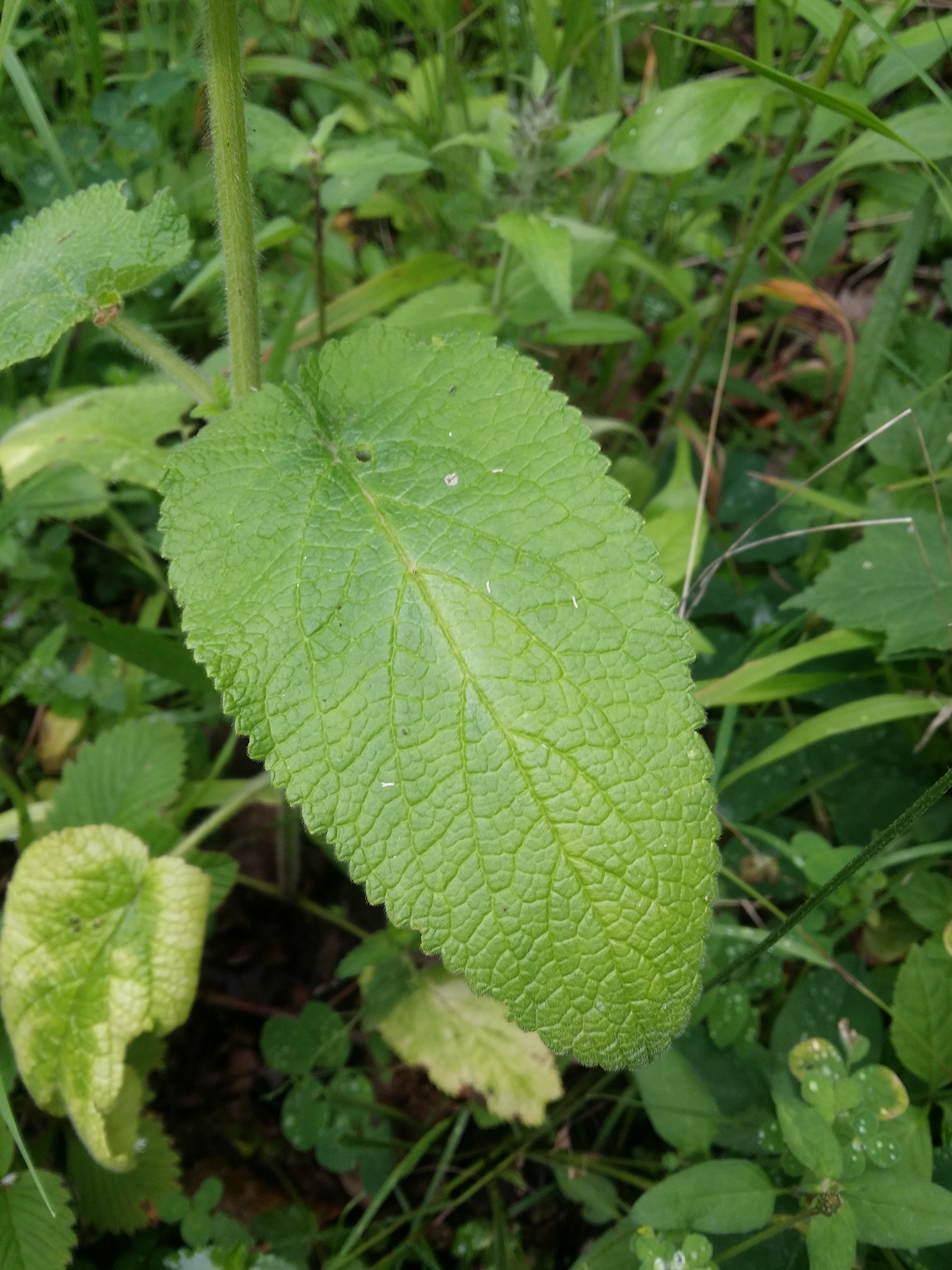
Liść

ŁodygaWysokości 40-100 cm, czworokątna, prosta, z gruczołowatymi włoskami u górnej części.
LiścieNakrzyżległe, z ogonkami o długości od 1 do 14 cm, zielone z obu stron. Dolne kształtu sercowatojajowatego, górne podłużnie jajowatego; wierzchołki liści zaostrzone. Wymiary: 7-19 x 5-11 cm, na brzegach karbowano-ząbkowane.
KwiatyKrótsze od liści wspierających, zebrane po 10-20 w nibyokółki, tworzą szczytowy, kwiatostan kłosokształtny. Kielich z szydlastymi ząbkami, owłosiony gruczołowato, o długości 8-13 mm. Korona dwuwargowa, barwy brudnopurpurowej, o długości 15 do 20 mm. Górna warga pojedyncza, dolna trójłatkowa.
OwocRozłupki o długości około 3 mm.

## Biologia i ekologia
Bylina. Rośnie na glebach świeżych, żyznych, zasadowych i obojętnych. Zasiedla lasy liściaste: żyzne buczyny i grądy, gdzie preferuje okrajki i poręby. Kwitnie od lipca do września.